# HD50729
HD50729 — хімічно пекулярна зоря спектрального класу A6, що має видиму зоряну величину в смузі V приблизно  9,1.
Вона  розташована на відстані близько 746,4 світлових років від Сонця.

## Пекулярний хімічний вміст
Зоряна атмосфера HD50729 має підвищений вміст 
Cr
.